# Rite russe ancien
Le rite russe ancien est une variante du rite byzantin employé historiquement par l'Église orthodoxe de Russie, et toujours actuellement par les Vieux-croyants russes.